# Wólka Bielińska
Wólka Bielińska – wieś w Polsce położona w województwie podkarpackim, w powiecie niżańskim, w gminie Ulanów.
W latach 1975–1998 miejscowość administracyjnie należała do województwa tarnobrzeskiego.